# Srbica
Srbica (makedonska: Србица) är en ort i Nordmakedonien. Den ligger i kommunen Kičevo, i den västra delen av landet, 60 kilometer sydväst om huvudstaden Skopje. Srbica ligger 748 meter över havet och antalet invånare är 1 533.